# السيد سابق
السيد سابق (1915م - 2000م) (1335هـ - 23 ذو القعدة 1420 هـ) صاحب كتاب فقه السنة الشهير وأحد علماء الأزهر تخرج في كلية الشريعة، اتصل بالإمام حسن البنا، وأصبح عضوًا في جماعة الإخوان المسلمين منذ أن كان طالبًا.

## حياته
من مواليد محافظة المنوفية مركز الباجور قرية إسطنها في يناير عام 1915م الموافق 1335 هـ. بدأ يكتب في مجلة الإخوان الأسبوعية مقالة مختصرة في فقه الطهارة، معتمدًا على كتب فقه الحديث وهي التي تعنى بالأحكام، مثل سبل السلام للصنعاني شرح (بلوغ المرام) للحافظ ابن حجر، ومثل نيل الأوطار للشوكاني شرح (منتقى الأخيار من أحاديث سيد الأخيار) لابن تيمية الجد 
ومستفيدًا من كتاب (الدين الخالص) للعلامة الشيخ محمود خطاب السبكي، ومن غير ذلك من المصادر المختلفة، مثل المغني لابن قدامة، وزاد المعاد لابن القيم، وغيرهما.
قدم للمحاكمة في قضية مقتل النقراشي باشا، حيث زعموا في ذلك الوقت أنه هو الذي أفتى الشاب القاتل عبد المجيد حسن بجواز قتله، عقوبة على حل الإخوان، وكانت الصحف تلقب الشيخ في ذلك الوقت بـ (مفتي الدماء) ولكن المحكمة برأته، وأخلت سبيله، ولكنه اعتقل مع من اعتقل من الإخوان في سنة 1949م واقتيد إلى معتقل الطور، وفي هذا المعتقل كان الشيخ سيد يعقد حلقات في الفقه بعد صلاة الفجر وقراءة الأدعية المأثورة.
عين بعد ذلك مديرًا لإدارة الثقافة في وزارة الأوقاف، في عهد وزير الأوقاف المعروف الشيخ أحمد حسن الباقوري وظل الشيخ مرموق المكانة في وزارة الأوقاف، حتى جاء عهد وزيرها المعروف الدكتور محمد البهي، فساءت علاقته بالشيخين الغزالي وسابق، رغم أنها كانت من قبل علاقة متينة، وقد نقل الشيخان إلى الأزهر، لإبعادهما عن نشاطهما المعهود، وإطفاء لجذوتهما، وقد بقيا على هذه الحال، حتى تغير وزير الأوقاف.
انتقل الشيخ في السنين الأخيرة من عمره إلى (جامعة أم القرى) بمكة المكرمة، سعيدًا بمجاورة البيت الحرام، وفي سنة 1414 هـ حصل الشيخ على جائزة الملك فيصل العالمية في الدراسات الإسلامية مشاركة مع القرضاوي.

## وفاته
توفي يوم الأحد 23 ذي القعدة 1420هـ الموافق 27 فبراير 2000 م عن عمر يناهز 85 سنة ودفن بمدافن عائلته بقرية إسطنها حيث مسقط رأسه.

## منهجه
اعتمد الشيخ سيد منهجًا يقوم على طرح التعصب للمذاهب مع عدم تجريحها، والاستناد إلى أدلة الكتاب والسنة والإجماع، وتبسيط العبارة للقارئ بعيدًا عن تعقيد المصطلحات، وعمق التعليلات، والميل إلى التسهيل والتيسير على الناس، والترخيص لهم فيما يقبل الترخيص، وحتى يحب الناس الدين ويقبلوا عليه، كما يحرص على بيان الحكمة من التكليف، اقتداء بالقرآن في تعليل الأحكام.
كان من التسهيل الذي اتبعه في منهجه الذي ارتضاه في كتابة الفقه البعد عن ذكر الخلاف إلا ما لا بد منه، فيذكر الأقوال في المسألة، ويختار الراجح أو الأرجح في الغالب، وأحيانًا يترك الأمر دون أن يرجح رأيًا، حيث لم يتضح له الراجح، أو تكافأت عنده الأقوال والأدلة، فيرى من الأمانة أن يدع الأمر للقارئ يتحمل مسئولية اختياره، أو يسأل عالمًا آخر، وهذا ما لا يسع العالم غيره.

## أهم مؤلفاته
كتب الكثير من الكتب وأهم كتاب له على الأطلاق هو كتاب فقه السنة الذي سَدَّ فراغًا في المكتبة الإسلامية في مجال فقه السنة، الذي لا يرتبط بمذهب من المذاهب، ولهذا أقبل عليه عامة المثقفين الذين لم ينشؤوا على الالتزام بمذهب معين أو التعصب له، وكان مصدرًا سهلاً لهم يرجعون إليه كلما احتاجوا إلى مراجعة مسألة من المسائل. وقد انتشر الكتاب انتشارًا، وطبعه بعض الناس بدون إذن مؤلفه مرات ومرات، كما يفعلون مع غيره من الكتب التي يطلبها الناس.
1. فقه السنة
2. مصادر القوة في الإسلام.
3. الربا والبديل.
4. رسالة في الحج.
5. رسالة في الصيام.
6. تقاليد وعادات يجب أن تزول في الأفراح والمناسبات.
7. تقاليد وعادات يجب أن تزول في المآتم.
8. العقائد الإسلامية.
9. إسلامنا.

وله أيضا العديد من الكتب والمحاضرات والأبحاث والمقالات.

## وصلات خارجية
- سيرة الشيخ السيد سابق على موقع طريق الإسلام
- سيرة الشيخ السيد سابق - ويكيبيديا الاخوان المسلمون